# Ryang Yong-gi
Ryang Yong-Gi (량 용기)(Phiên âm Hán Việt:Lương Dũng Cơ)
(sinh ngày 7 tháng 1 năm 1982) là một cầu thủ bóng đá người Triều Tiên gốc Nhật Bản, hiện đang chơi ở vị trí tiền vệ cho CLB Vegalta Sendai tại giải J1 League.

## Đội tuyển bóng đá quốc gia
Ryang Yong-Gi thi đấu cho đội tuyển bóng đá quốc gia CHDCND Triều Tiên từ năm 2008 đến 2012.

## Thống kê sự nghiệp
| Đội tuyển bóng đá CHDCND Triều Tiên | Đội tuyển bóng đá CHDCND Triều Tiên | Đội tuyển bóng đá CHDCND Triều Tiên |
| Năm                                 | Trận                                | Bàn                                 |
| ----------------------------------- | ----------------------------------- | ----------------------------------- |
| 2008                                | 2                                   | 0                                   |
| 2009                                | 1                                   | 0                                   |
| 2010                                | 4                                   | 2                                   |
| 2011                                | 8                                   | 4                                   |
| 2012                                | 3                                   | 1                                   |
| 2015                                | 2                                   | 1                                   |
| Tổng cộng                           | 24                                  | 6                                   |

### Bàn thắng quốc tế
| # | Ngày                 | Địa điểm                                       | Đối thủ      | Bàn thắng | Kết quả | Giải đấu                          |
| - | -------------------- | ---------------------------------------------- | ------------ | --------- | ------- | --------------------------------- |
| 1 | 17 tháng 2 năm 2010  | Sân vận động Sugathadasa, Colombo, Sri Lanka   | Turkmenistan | 1–0       | 1–1     | Cúp Challenge AFC 2010            |
| 2 | 21 tháng 2 năm 2010  | Sân vận động Sugathadasa, Colombo, Sri Lanka   | Ấn Độ        | 1–0       | 3–0     | Cúp Challenge AFC 2010            |
| 3 | 21 tháng 2 năm 2010  | Sân vận động Sugathadasa, Colombo, Sri Lanka   | Ấn Độ        | 3–0       | 3–0     | Cúp Challenge AFC 2010            |
| 4 | 27 tháng 2 năm 2010  | Sân vận động Sugathadasa, Colombo, Sri Lanka   | Turkmenistan | 1–0       | 1–1     | Cúp Challenge AFC 2010            |
| 5 | 31 tháng 12 năm 2010 | Sân vận động Abdullah bin Khalifa, Doha, Qatar | Turkmenistan | 1–0       | 1–0     | Giao hữu                          |
| 6 | 9 tháng 12 năm 2012  | Sân vận động Hồng Kông, Loan Tể, Hồng Kông     | Hồng Kông    | 2–0       | 4–0     | Vòng loại Cúp bóng đá Đông Á 2013 |
| 7 | 14 tháng 1 năm 2015  | AAMI Park, Melbourne, Úc                       | Ả Rập Xê Út  | 1–0       | 1–4     | Cúp bóng đá châu Á 2015           |